# النشيد الوطني المصري
بلادي، بلادي، بلادي هو النشيد الوطني المصري الحالي. ألّفه محمد يونس القاضي ولحنه سيد درويش. وهو مشتق من كلمات ألقاها مصطفى كامل في إحدى أشهر خطبه عام 1907م، والتي قال فيها: «بلادي بلادي لكِ حبي وفؤادي.. لكِ حياتي ووجودي، لكِ دمي، لكِ عقلي ولساني، لكِ لُبّي وجناني، فأنتِ أنتِ الحياة.. ولا حياة إلا بكِ يا مصر».
جرى تبنيه رسميًّا في عام 1979، وقد أعاد الموسيقار المصري محمد عبد الوهاب توزيعه حينذاك بتوجيه من الرئيس الراحل محمد أنور السادات.

## تاريخ السلام الوطني المصري

### سلام افندينا (1869 - 1923)

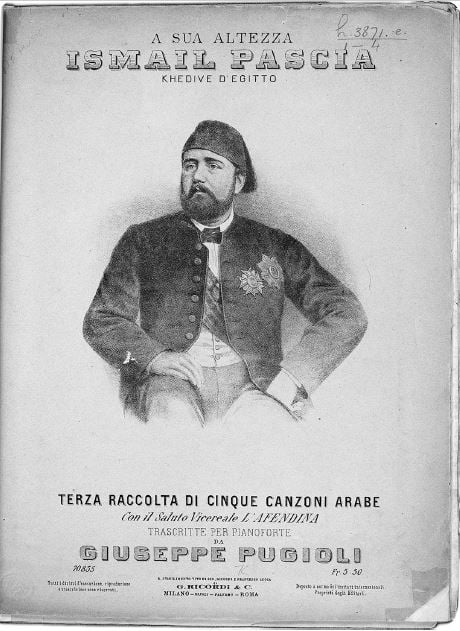
النوتة الموسيقية لجوزيبي بوجيولي التي نُشر فيها لحن النشيد، مع صورة إسماعيل باشا على الغلاف.

سلام أفندينا أو "سلام مخصوص خديوي" أو "السلام السلطاني" كان أول نشيد وطني لمصر منذ الخديوية المصرية حتى المملكة المصرية سنة 1923 (لكنه استمر في المملكة كنشيد ملكي في الفترة 1923-1952). جعله الخديوي إسماعيل نشيد مصري يعزف في افتتاح قناة السويس، حيث قام جوزيبي بوجيولي بتلحين النشيد (الأرجح أن الملحن هو جوزيبي بوجيولي، وذلك بالرغم وجود روايات تقول أن الملحن هو جوزيبي فيردي ومنها مصادر رسمية مصرية.) وعرف النشيد باسم "سلام مخصوص خديوي"، وعزفته الموسيقى العسكرية المصرية خلال افتتاح قناة السويس واستقبال الخديوي لملوك العالم وأمرائه. وكان يعزف النشيد في المناسبات الرسمية بالألحان فقط دون إلقاء أبيات شعرية، ولكن بالرغم من ذلك، كان هناك ابيات شعرية أغلبها لداعمي الملكية أو كلمات غير رسمية يعزف معها السلام، ومنها كلمات نسر مصر ارتفع، ومنها أيضاً في عام 1917 عندما تولى فؤاد الأول حكم مصر وأمر بتغيير اسم السلام الوطني من سلام مخصوص خديوي إلى "سلام أفندينا" أو "السلام السلطاني"، والذي تضمن له عبارات الثناء والمديح.
في عام 1920، فاز أحمد شوقي بمسابقة أقيمت لإنتاج كلمات النشيد الوطني، إلا أن مشاركته فشلت في اكتساب انتباه أو اهتمام الحكومة البيروقراطية آنذاك. على الرغم من أن لحن النشيد بدون كلمات اكتسب شهرة عالمية، لكنه لم ينتشر شعبياً بين ربوع المصريين وخصوصاً بسبب غضبهم من الملكية والمظاهرات ما بعد ثورة 1919.
- شعر نسر مصر ارتفع:[3][9]

- شعر الثناء والمديح لفؤاد الأول:[3]

### نشيد اسلمي يا مصر (1923-1936)
ثم أصبح نشيد اسلمي يا مصر النشيد الوطني المصري (بجانب النشيد الملكي سلام أفندينا) وقد قام مصطفى صادق الرافعي بتأليف نشيد إسلمي يا مصر، ولحنه صفر علي واستمر النشيد في الفترة من 1923 حتى 1936. ويستخدم النشيد حاليا كنشيد لكلية الشرطة في مصر.

### السلام الملكي المصري (1936 - 1953)
أعاد الملك فاروق السلام الملكي المصري سلام أفندينا عند جلوسه على العرش عام 1936 حتى ثورة 23 يوليو.

### السلام الجمهوري المصري (1953-1958)
بعد سقوط الملكية بمصر وثورة 23 يوليو، احتفظت مصر بنشيد سلام أفندينا ولكن تم تغيير اسمه من سلام أفندينا إلي السلام الجمهوري المصري وكان أيضا يعم مصر نشيد الحرية كنشيد غير رسمي ولكنه النشيد الوطني الفعلي بين المصريين.

### نشيد الحرية (1952-1960)
نشيد الحرية كان نشيداً غير رسمي من تلحين الموسيقار محمد عبد الوهاب ومن تأليف الشاعر كامل الشناوي. حيث اشتهر أثناء ثورة 23 يوليو سنة 1952 حتي أصبح النشيد غير الرسمي لمصر، وما زال لحنه يعد موسيقى تُعزَف في الأحداث و المناسبات الوطنية.

### السلام الجمهوري المؤقت (1958-1960)
في عهد الجمهورية العربية المتحدة، كان النشيد الوطني منذ (1958 حتي 1968) لحن النشيد المصري سلام أفندينا مدموج بلحن النشيد السوري حماة الديار. حيث كان نشيد مؤقتًا حتى إعتماد واللًّه زَمَان يا سِلاحي والنشيد الرسمي عام 1960. وكان يعزف النشيد الجمهوري المؤقت كالأتي:

### نشيد والله زمان يا سلاحي (1958 - 1979)
وفي سنة 1960 صدر القرار الجمهوري رقم 143 باتخاذ سلام وطني جديد هو المؤسس على لحن كمال الطويل لنشيد والله زمان يا سلاحي من كلمات الشاعر صلاح جاهين لأم كلثوم وهو النشيد الذي نال شعبية كبيرة في عام 1956 خلال ظروف العدوان الثلاثي على مصر، ولم تكن هناك كلمات مصاحبة للحن، لذا كان يطلق عليه اسم «السلام الجمهوري» وليس النشيد الجمهوري.
وخلال الفترة التي استخدم فيها لحن «والله زمان يا سلاحي» كسلام وطني لمصر أجري عليه تعديلان: الأول بالقرار الجمهوري رقم 1854 لسنة 1974 بالاكتفاء بعزف الجزء الأول منه فقط، والثاني بالقرار الجمهوري رقم 1158 لسنة 1975 بالعودة إلى عزف السلام الجمهوري بالكامل كما كان منذ عام 1960.
ظل لحن «والله زمان يا سلاحي» هو السلام الجمهوري حتى عام 1979. وقد استعمله العراق أيضا كنشيد وطني في الفترة من 1965 حتى 1981 والتي كانت تطمح إلى تكوين دولة عربية موحدة من مصر والعراق واستُخدم كذلك نشيدًا للجمهورية العربية المتحدة بفترة بين عام 1958 و عام 1960 .

### نشيد بلادي بلادي (1979 - الآن)
في عام 1979 صدر القرار الجمهوري رقم 149 بتعديل السلام الجمهوري لجمهورية مصر العربية إلى نشيد بلادي بلادي الذي كتبه الشيخ يونس القاضي (متأثراً بكلمات لمصطفى كامل) ولحنه سيد درويش وأعاد توزيعه الموسيقار المصري محمد عبد الوهاب.

ثم في ديسمبر 1982 صدر القرار الجمهوري رقم 590 والذي نص في مادته الأولى على أن «يراعى أن تصاحب كلمات المقطع الأول من نشيد» بلادي بلادي«النوتة الموسيقية في جميع الاحتفالات الشعبية والوطنية، وأن يقتصر السلام الوطني على عزف النوتة الموسيقية بغير نشيد في حالة استقبال الرؤساء والوفود الأجنبية، وفي غير ذلك من الأحوال التي تقتضي عزفه مع السلام الوطني لدولة أجنبية».

### الاختصار الرسمي للنشيد
ينشد الجزء الأول من النشيد فقط في المدارس والاحتفالات والمناسبات الرسمية ومباريات المنتخبات الوطنية الرياضية.

## استشهاد عام
- عادل، رجاء (2019). Beauty in the Age of Empire: Japan, Egypt, and the Global History of Aesthetic Education. دراسات كولومبيا في التاريخ الدولي والعالمي. دار نشر جامعة كولومبيا. ISBN:978-0-231-54928-8. اطلع عليه بتاريخ 2025-01-01.
- بوديه، إيلي (2022). Anthems in the Arab world: A hybrid national symbol (ط. 4). ج. 28. ص. 1379–1394. DOI:10.1111/nana.12803. ISSN:1354-5078.